# ジヒドロウリジン
ジヒドロウリジン（英: dihydrouridine、略号: D、DHU、UH2）はピリミジンヌクレオシドの1つで、ウリジンに2つの水素原子が付加されたものである。ピリミジン環は完全に飽和し、二重結合は残っていない。DはtRNAとrRNA分子にヌクレオシドとして存在し、対応する核酸塩基は5,6-ジヒドロウラシルである。

アデニンとジヒドロウラシルの塩基対構造

Dの塩基は平面性を持たないため、らせん内でのスタッキング相互作用を阻害し、RNAの構造を不安定化する。Dは、C2'-endo型の糖の立体配座を安定化し、この配座はC3'-endo型の立体配座よりも柔軟である。その影響は5'側の隣接残基にも伝播する。シュードウリジンや2'-O-メチル化は局所的なRNA構造を安定化するのに対し、Dは反対の影響を及ぼす。
低温で生育する生物（好冷菌）のtRNAは5,6-ジヒドロウリジンのレベルが高く（平均して40–70%高い）、凝固点やそれ以下の温度でtRNAに必要な局所的な柔軟性を与えている。